# Cucullanus
Ne doit pas être confondu avec Cucullatus.
Genre
Espèces de rang inférieur
- Cucullanus austropacificus Moravec & Justine, 2018
- Cucullanus bulbosus Lane, 1916
- Cucullanus cirratus
- Cucullanus elegans Zeder, 1800
- Cucullanus epinepheli Moravec & Justine, 2017
- Cucullanus gymnothoracis Moravec & Justine, 2018
- Cucullanus hansoni Olsen
- Cucullanus incognitus Moravec & Justine, 2018
- Cucullanus longipapillatus Olsen
- Cucullanus pybusae Pybus, 1978
- Cucullanus robustus Yamaguti, 1935
- Cucullanus stelmoides Pybus, 1978

Synonymes
- Truttaedacnitis Petter 1974

Cucullanus est un genre de nématodes chromadorés de la famille des Cucullanidae,,,,,,.
Les espèces sont des endoparasites de poissons et se retrouvent aussi bien en eau salée, qu'en eau saumâtre ou en eau douce.